# Кастелина Маритима
Кастелина Маритима (на италиански: Castellina Marittima) е град и община в Италия, в региона Тоскана, провинция Пиза, в географския район Валдичечина. Населението е около 2000 души (2008).
Кастелина Маритима е известен с добива на алабастър. Името на града се отнася до морето (Маритима значи морска), но той не е разположен на Тиренско море.